# Luke Plange
Luke Plange, född 4 november 2002 i Kingston upon Thames, England, är en engelsk fotbollsspelare som spelar för HJK Helsingfors i finska Tipsligan, på lån från Crystal Palace. 

## Karriär
I januari 2022 värvades Luke Plange av Crystal Palace för en summa av 12.5 miljoner kronor. Han spelade tidigare i Derby County, men tillhörde även Arsenal under sina juniorår.